# Эггхард, Юлиус (старший)
Юлиус Сигизмунд Эггхард-старший, также Жюль Эггхард (нем. Julius Sigismund Egghard, фр. Jules Egghard, настоящая фамилия Эсль, нем. Eßl; 24 апреля 1834 года, Вена — 22 марта 1867 года, там же) — австрийский пианист и композитор. Отец Юлиуса Эггхарда-младшего.
В некоторых источниках утверждается, что в действительности Эггхард был графом Юлиусом Хардеггом (нем. Julius Graf Hardegg), однако это недоразумение: настоящий граф Юлиус Хардегг родился годом раньше и дожил до 1900 года. Юлиус Эггхард был внебрачным ребёнком и в 1858 году официально изменил фамилию на Эггхард; известно, что его крёстным отцом был граф Конрад Хардегг, что позволяет делать предположения и о действительном отцовстве.
Учился у Карла Черни (фортепиано), Симона Зехтера и Готфрида фон Прейера (композиция). Успешно концертировал с 15-летнего возраста, гастролировал по Австро-Венгрии и Германии. В 1851 г. в Веймаре исполнил премьеру фантазии Франца Шуберта «Скиталец» в транскрипции Франца Листа для фортепиано с оркестром. В 1853—1855 гг. жил как концертный пианист в Париже. По возвращении в Вену в большей степени посвятил себя композиции, автор около 250 салонных фортепианных пьес. Умер от перитонита.